# Кревський замок
Кре́вський за́мок (біл. Крэўскі замак, пол. Zamek w Krewie, лит. Krėvos pilis) — фортифікаційна споруда у Крево (Білорусь) з каменю і червоної цегли, перший повністю кам'яний замок у Великому князівстві Литовському. Пам'ятка архітектури та історії, туристичний об'єкт.

## Історія
Один з перших замків у Великому князівстві Литовському, побудований в XIV столітті (є підстави припускати, що будівництво почалося в кінці XIII столітті). Основна частина замку була зведена посеред болотистої заплави, половина оборонних стін зведена на штучно розширеній піщаній дюні.
Засновником Кревського замку традиційно вважають князя Гедиміна. Після нього замком володів Ольгерд Гедимінович. Після його смерті замок, як і всі володіння Ольгерда, перейшов до його сина Ягайла. Він у 1382 році стратив у замку свого дядька Кейстута, боячись його можливої боротьби за владу. У 1385 році Ягайло уклав у замку Кревську унію з Польщею. У 1433 році замком заволодів Свидригайло Ольгердович, литовський княжич, що боровся за владу та виступав проти Кревської унії. У 1503—1506 роках замок кілька разів брали в облогу татари, та замок швидко відновлювали. У 1519 році Кревський замок був захоплений московськими воєводами у ході московсько-литовської війни. З плином часу замок втрачав своє оборонне призначення.
Відомо, що у XVIII столітті замок був у чудовому стані. Після цього почалася його руйнація. Серйозних пошкоджень замок зазнав під час Першої світової війни.
У радянський період в замку проводились археологічні дослідження. До сьогодення Кревський замок зберігся у формі руїн. З 2018 року в замку проводяться реставраційні роботи.

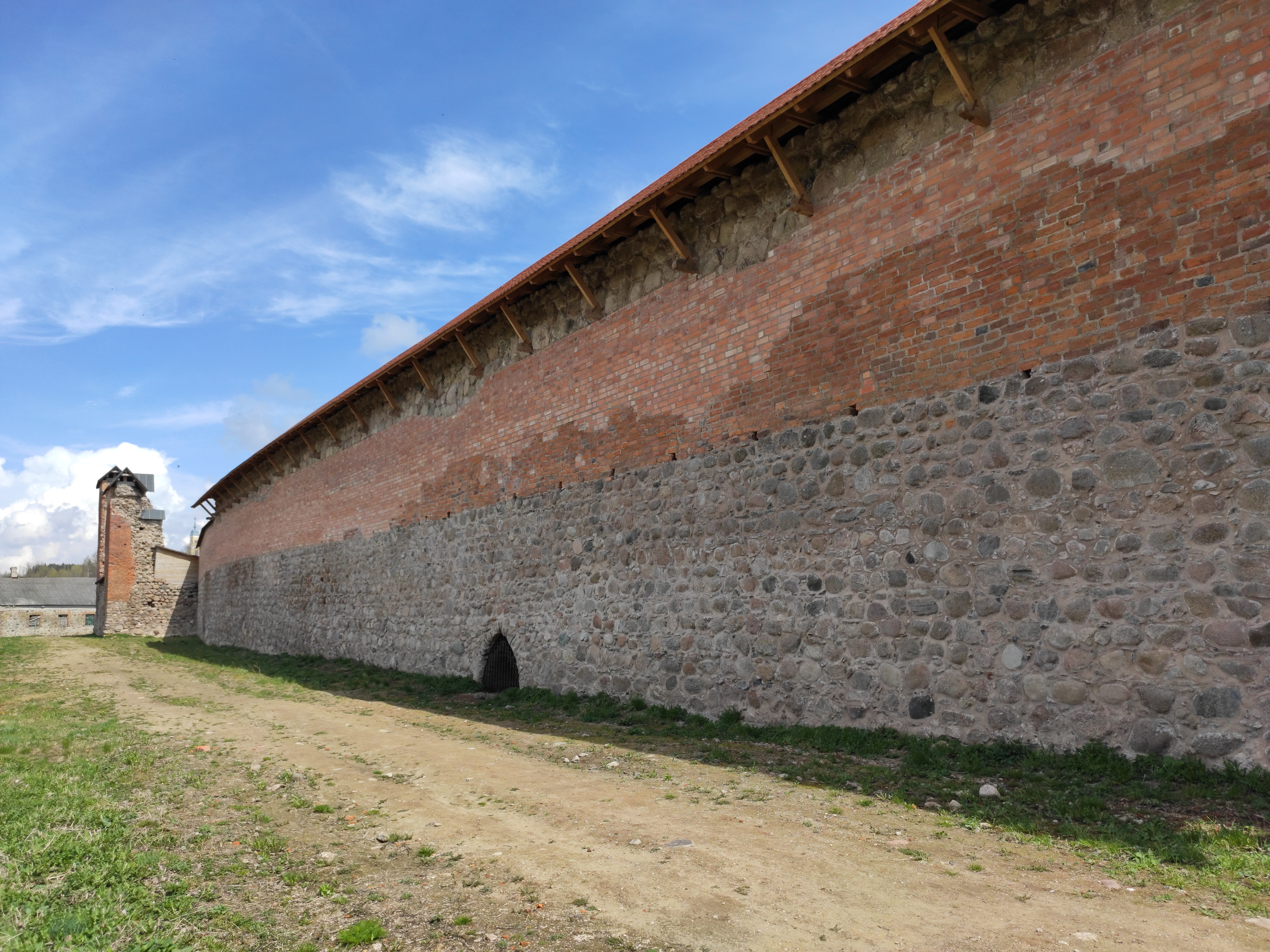
Кревський замок після реставрації. 2020 рік

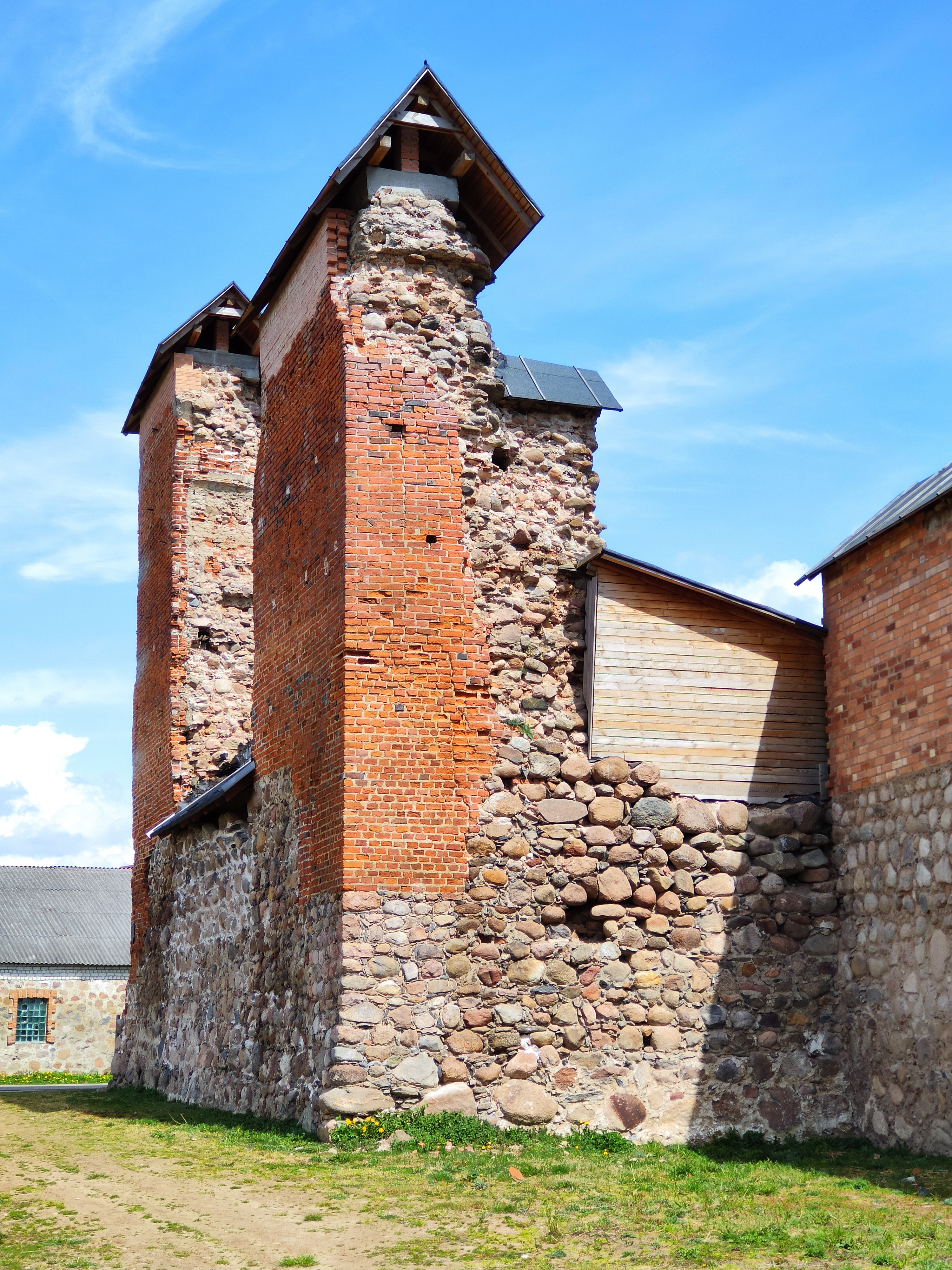
Вежа Кревського замку після реставрації

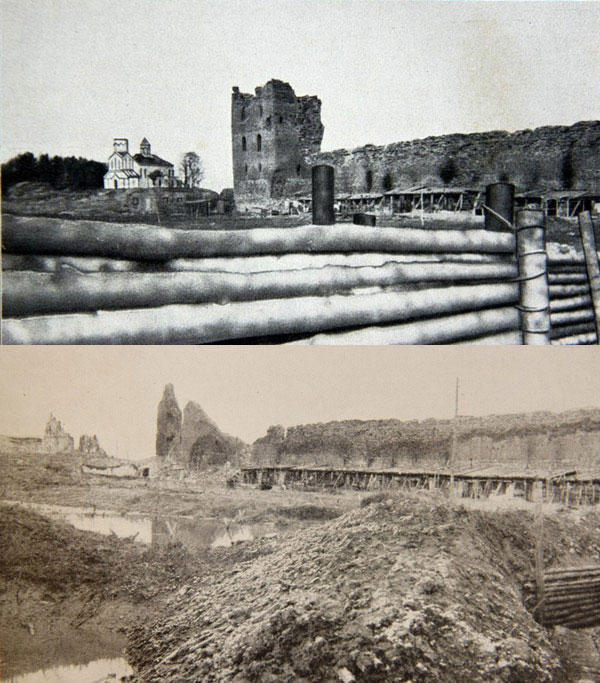
Кревський замок у 1916 та 1917 роках

## Архітектура
Замок має форму неправильного чотирикутника, обнесеного кам'яними стінами. Північна стіна довжиною 85 м, східна — 108,5 м, південна — 71,5 м, західна — 97,2 м. Товщина стін — 2,5-3 м, висота близько 10-13 м. Стіни до рівня бойової галереї збудовані з польового каменю, на висоті близько 7 м від поверхні по зовнішньому периметру викладені поясом близько 2 м з габаритної цегли. Замок по кутах мав 2 вежі. Північна, Княжа вежа, майже квадратна в плані (18,65 × 17 м) виступає за периметр оборонних стін. У вежі було не менше 4 поверхів і підвал-в'язниця в підставі, переходи між ними існували в товщі стін. По діагоналі від Княжої вежі зсередини до замкових стін була прибудована Мала вежа розмірами 11 × 10,65 м. Стіни до рівня 3 м збудовані з каменю, вище — з цегли. В'їзні ворота знаходилися в південно-східній стороні. На замковому подвір'ї розташовувалася кузня, житлові споруди, був ставок.